# 東所沢駅
東所沢駅（ひがしところざわえき）は、埼玉県所沢市東所沢5丁目にある、東日本旅客鉄道（JR東日本）武蔵野線の駅である。駅番号はJM 30。
所沢市にある唯一のJRの駅である。

## 歴史
計画では駅名を「新小平」や「新秋津」のように「新所沢」とする予定であった。しかし、西武新宿線に新所沢駅がすでに設置されていたため、建設段階での仮称であった「東所沢」がそのまま正式な駅名となった。なお、かつて存在した武蔵野鉄道（現・西武池袋線）にも同名の駅があったが、所沢駅の至近で当駅とは全く異なる場所にあった。

### 年表

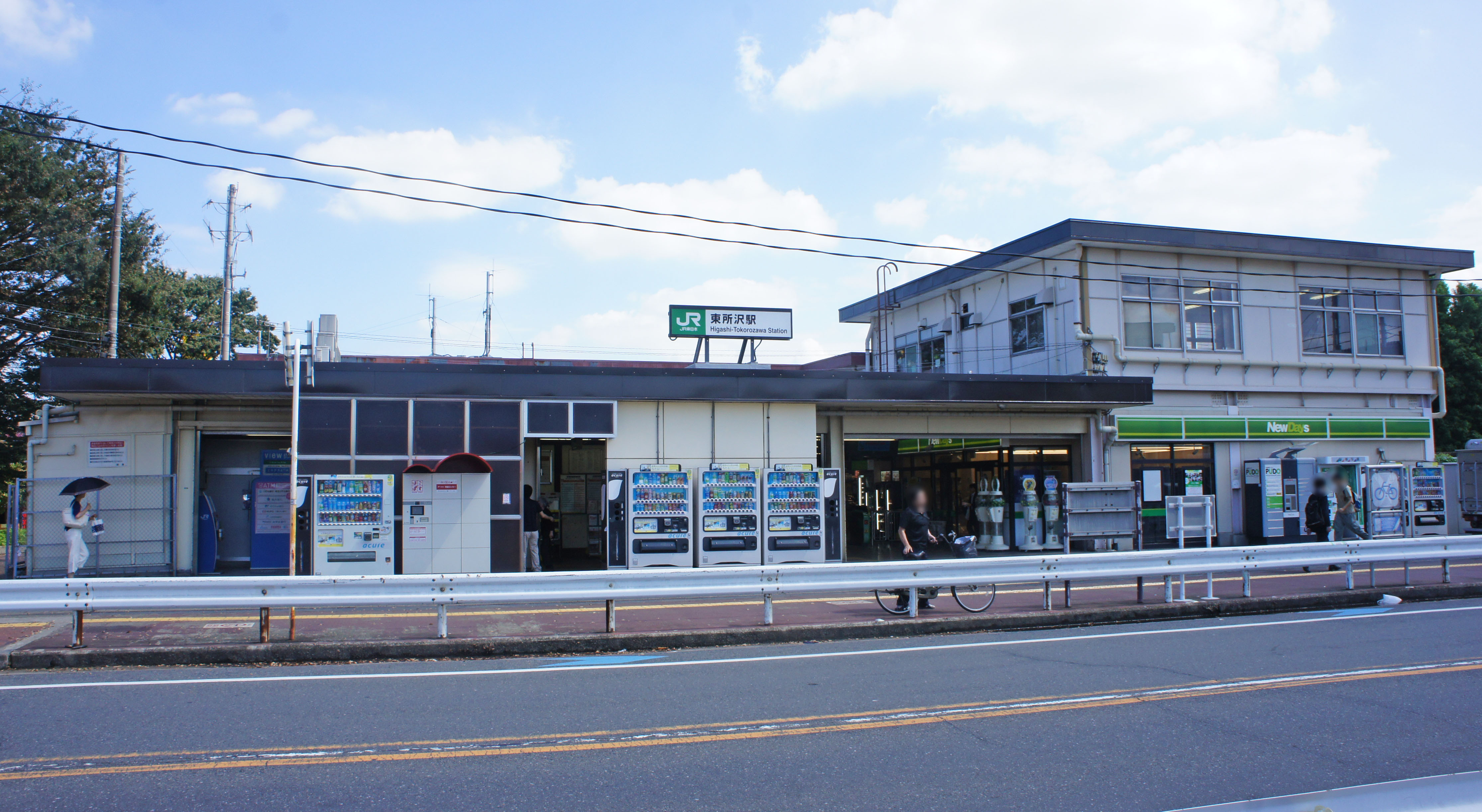
リニューアル前の駅舎（2019年9月）

- 1973年（昭和48年）4月1日[1]：日本国有鉄道（国鉄）の駅として開業[2]。開業当初に自動改集札機が試験設置された12駅の一つ。
- 1987年（昭和62年）4月1日：国鉄分割民営化に伴い、JR東日本の駅となる[2]。
- 2001年（平成13年）11月18日：ICカード「Suica」の利用が可能となる[報道 1]。
- 2016年（平成28年）4月20日：交通政策審議会にて都営地下鉄大江戸線の当駅まで延伸事業が答申される[4]。
- 2020年（令和2年）
  - 11月6日：「ところざわサクラタウン」のグランドオープンに伴い、駅舎前面がリニューアル[報道 2]。駅舎構内の通路に、近隣の和光市で生まれたすしおの作画による長さ28メートルの大型壁画を設置[報道 2][新聞 1]。
  - 12月：駅舎のリニューアルが完了[報道 3]。
- 2021年（令和3年）6月30日：みどりの窓口の営業を終了[5][6]。

## 駅構造
地下1階の掘割部分に島式ホーム2面4線を有する。内側のホーム・線路（2・3番線）は車両基地としての武蔵野統括センター（運輸）への入出庫や当駅発着の列車が使用する。入出庫線には複線分の用地があるが、線路は南側にのみ敷設されているため、当駅の新座方には片渡り線がある。1階に改札口、コンコースおよび出入口がある。駅至近には、乗務員基地としての武蔵野統括センター（運輸）が所在し、武蔵野統括センター所長のメインオフィスとなっている。（なお、武蔵野統括センター所長は、駅長や旧運輸区長としての任を持たない。府中本町駅長、東所沢駅長、旧武蔵野運輸区長は全て武蔵野統括センター副所長である。）
武蔵野統括センター管内の直営駅（駅長配置）である。多機能券売機・指定席券売機・自動改札機・乗車駅証明書発行機が設置されている。駅本屋の施工は東急建設が担当した。
早朝は駅員無配置となる。この時間帯は自動券売機や精算機が停止しており、Suica等のICカードを除き、乗車駅証明書発行機による下車駅精算制となる。駅係員が不在のため客からの問い合わせに応じられなかったが、2014年3月2日より駅遠隔操作システム（現・お客さまサポートコールシステム）が導入され、インターホンによる案内が可能となる。
新座駅寄りに車両基地としての武蔵野統括センター（運輸）があるため、当駅発着の列車が朝夕を中心に多数設定されている。東京競馬・中山競馬開催時に増発される臨時列車でも、当駅発着列車が設定される。

### のりば
| 番線 | 路線     | 方向 | 行先                       |
| ---- | -------- | ---- | -------------------------- |
| 1・2 | 武蔵野線 | 上り | 西国分寺・府中本町方面     |
| 3・4 | 武蔵野線 | 下り | 南浦和・新松戸・西船橋方面 |

（出典：JR東日本:駅構内図）

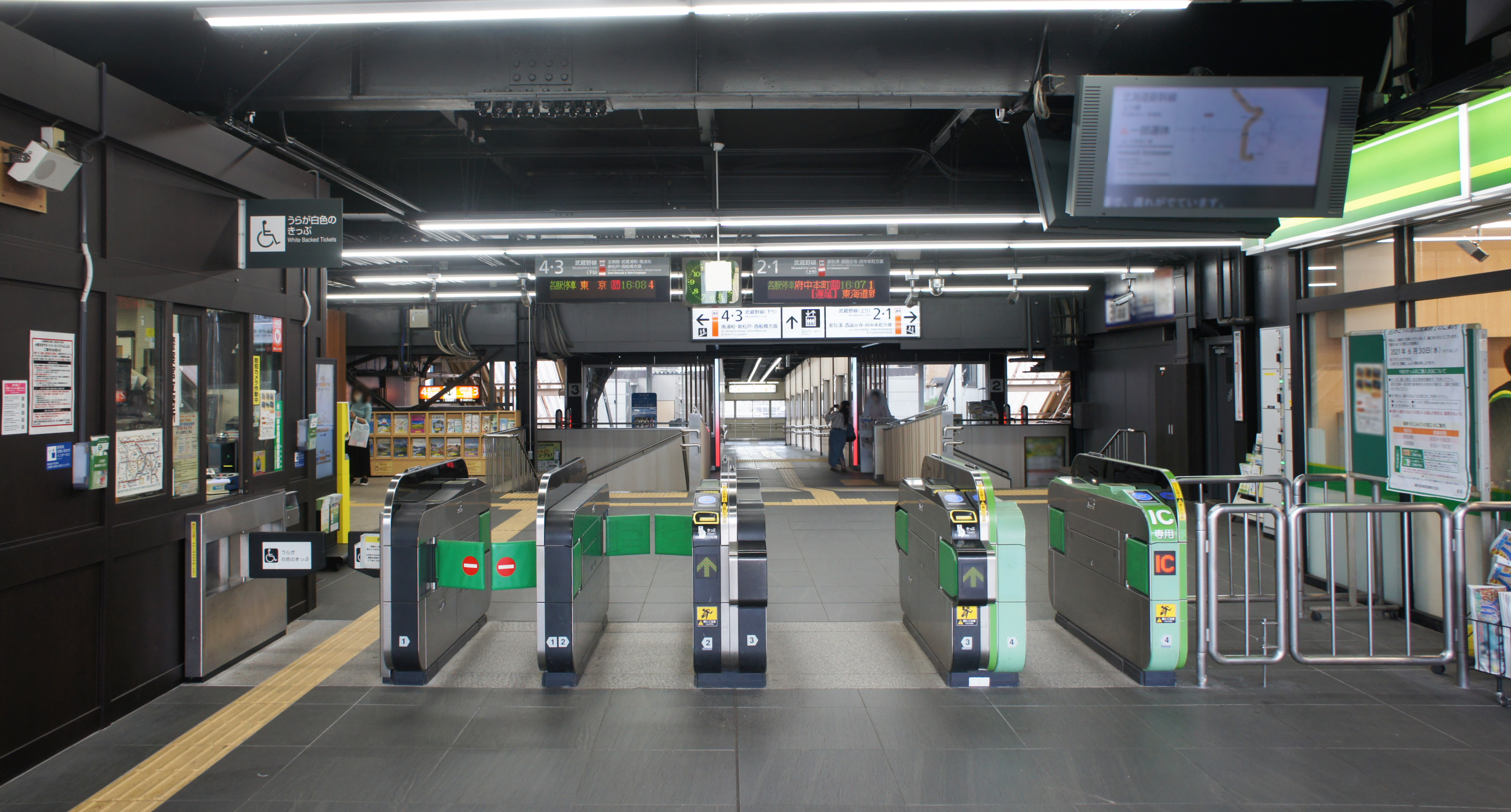
改札口（2021年6月）
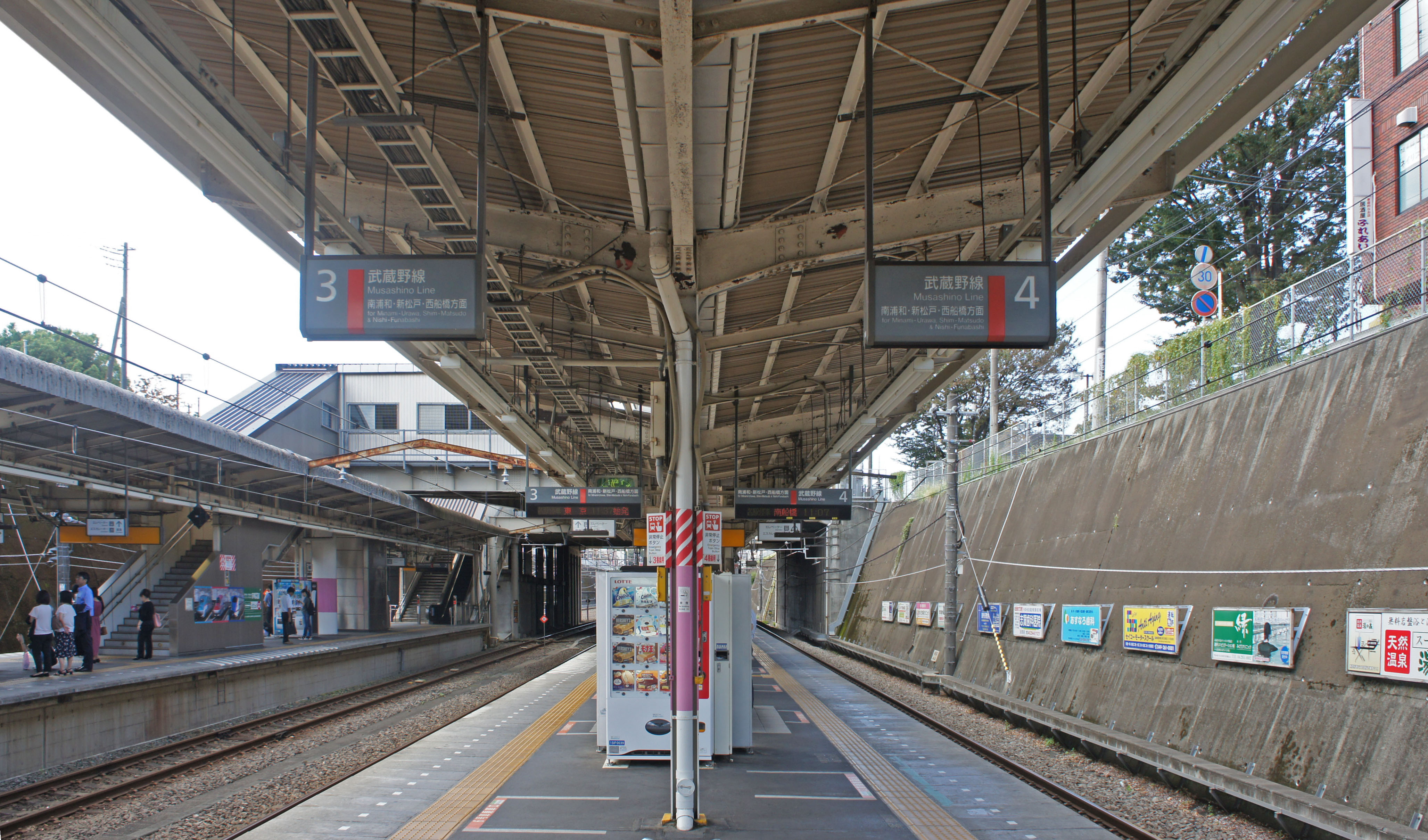
ホーム（2019年9月）

## 利用状況
2023年度（令和5年度）の1日平均乗車人員は14,903人である。武蔵野線内26駅中船橋法典駅に次いで18位。市の中心部にある所沢駅からは遠く離れており、当駅で路線バスに乗車するか、南隣の新秋津駅での乗り換えを要する。
1990年度（平成2年度）以降の1日平均乗車人員の推移は下表のとおりである。年度全体の乗車人員を365（閏日が入る年度は366）で除して1日平均乗車人員を求めており、計算で生じた小数点以下の値は切り捨てているため、定期外と定期の和は必ずしも合計と一致しない。
| 年度               | 1日平均乗車人員 | 1日平均乗車人員 | 1日平均乗車人員 | 出典              |
| 年度               | 定期外          | 定期            | 合計            | 出典              |
| ------------------ | --------------- | --------------- | --------------- | ----------------- |
| 1990年（平成02年） |                 |                 | 7,349           |                   |
| 1991年（平成03年） |                 |                 | 8,104           |                   |
| 1992年（平成04年） |                 |                 | 8,983           |                   |
| 1993年（平成05年） |                 |                 | 9,855           |                   |
| 1994年（平成06年） |                 |                 | 10,904          |                   |
| 1995年（平成07年） |                 |                 | 11,554          |                   |
| 1996年（平成08年） |                 |                 | 12,008          |                   |
| 1997年（平成09年） |                 |                 | 12,118          |                   |
| 1998年（平成10年） |                 |                 | 12,170          |                   |
| 1999年（平成11年） |                 |                 | 12,296          | [ 埼玉県統計 1 ]  |
| 2000年（平成12年） |                 |                 | 12,736          | [ 埼玉県統計 2 ]  |
| 2001年（平成13年） |                 |                 | 12,946          | [ 埼玉県統計 3 ]  |
| 2002年（平成14年） |                 |                 | 13,082          | [ 埼玉県統計 4 ]  |
| 2003年（平成15年） |                 |                 | 13,487          | [ 埼玉県統計 5 ]  |
| 2004年（平成16年） |                 |                 | 13,557          | [ 埼玉県統計 6 ]  |
| 2005年（平成17年） |                 |                 | 13,847          | [ 埼玉県統計 7 ]  |
| 2006年（平成18年） |                 |                 | 14,202          | [ 埼玉県統計 8 ]  |
| 2007年（平成19年） |                 |                 | 14,396          | [ 埼玉県統計 9 ]  |
| 2008年（平成20年） |                 |                 | 14,597          | [ 埼玉県統計 10 ] |
| 2009年（平成21年） |                 |                 | 14,573          | [ 埼玉県統計 11 ] |
| 2010年（平成22年） |                 |                 | 14,483          | [ 埼玉県統計 12 ] |
| 2011年（平成23年） |                 |                 | 14,548          | [ 埼玉県統計 13 ] |
| 2012年（平成24年） | 4,373           | 10,377          | 14,751          | [ 埼玉県統計 14 ] |
| 2013年（平成25年） | 4,480           | 10,585          | 15,065          | [ 埼玉県統計 15 ] |
| 2014年（平成26年） | 4,535           | 10,496          | 15,031          | [ 埼玉県統計 16 ] |
| 2015年（平成27年） | 4,589           | 10,733          | 15,322          | [ 埼玉県統計 17 ] |
| 2016年（平成28年） | 4,612           | 10,806          | 15,418          | [ 埼玉県統計 18 ] |
| 2017年（平成29年） | 4,657           | 10,765          | 15,423          | [ 埼玉県統計 19 ] |
| 2018年（平成30年） | 4,679           | 10,852          | 15,532          | [ 埼玉県統計 20 ] |
| 2019年（令和元年） | 4,596           | 10,491          | 15,088          | [ 埼玉県統計 21 ] |
| 2020年（令和02年） | 3,568           | 8,487           | 12,056          |                   |
| 2021年（令和03年） | 4,382           | 8,962           | 13,345          |                   |
| 2022年（令和04年） | 5,139           | 9,141           | 14,281          |                   |
| 2023年（令和05年） | 5,438           | 9,464           | 14,903          |                   |

## 駅周辺
駅周辺は閑静な住宅地である。
- 所沢警察署東所沢交番
- 東所沢郵便局
- 武蔵野銀行東所沢支店
- 埼玉縣信用金庫所沢東支店
- 飯能信用金庫所沢松井支店
- みずほ銀行東所沢駅前出張所 (ATM)
- ところざわサクラタウン
  - 東所沢公園
  - 角川武蔵野ミュージアム
  - 埼玉りそな銀行ところざわサクラタウン出張所 (ATM)
  - N高等学校・S高等学校・R高等学校ところざわサクラタウンキャンパス
- 開智所沢小学校・中等教育学校
- コロンビアインターナショナルスクール
- 秋草学園福祉教育専門学校
- 所沢市立安松中学校
- 所沢市立東所沢小学校
- 所沢市立和田小学校
- 国道463号
- 埼玉県道・東京都道179号所沢青梅線
- ビクセン本社

## バス路線

### 空港連絡バス
- 羽田空港行（西武バスと東京空港交通の共同運行）
- 成田空港行（西武バスと京成バスの共同運行）
  - 各路線とも所沢駅東口が起・終点。2012年9月16日より、成田空港発着路線については、全便和光市駅を経由する形となる。

### 一般路線バス
西武バス
- 所52・所52-1・所55：所沢駅東口行
- 所52：志木駅南口行
- 所52-1：跡見女子大行
- 東所53・東所59：エステシティ所沢行
- 航02：航空公園駅行

市内循環バス「ところバス」（西武バス所沢営業所が所沢市より運行受託。）
- 東路線松井循環コース・柳瀬コース：航空公園駅行
- 東路線柳瀬コース：卸売市場方面（循環）東所沢駅行

## その他
- スタジオジブリ制作のアニメーション映画『となりのトトロ』の舞台の地名の由来になった松郷は駅から徒歩10分程度の距離にある。
- 都営地下鉄大江戸線が光が丘駅から当駅近くまで延伸される構想がある（詳しくは都営地下鉄大江戸線#将来の計画を参照）。
- 当駅のカラーは桜色。

## 隣の駅
東日本旅客鉄道（JR東日本）
 武蔵野線
新座駅 (JM 29) - 東所沢駅 (JM 30) - 新秋津駅 (JM 31)

### 記事本文

##### 報道発表資料
1. ↑  “Suicaご利用可能エリアマップ（2001年11月18日当初）” (PDF).   東日本旅客鉄道. 2019年7月27日時点のオリジナルよりアーカイブ。2020年4月29日閲覧。
2. 1 2  『東所沢駅リニューアルにあわせて大型壁画を設置します!』（PDF）（プレスリリース）東日本旅客鉄道八王子支社、2020年10月16日。オリジナルの2020年10月21日時点におけるアーカイブ。2020年10月23日閲覧。
3. ↑  『武蔵野線 東所沢駅をリニューアルします!』（PDF）（プレスリリース）東日本旅客鉄道八王子支社、2020年6月11日。オリジナルの2020年6月11日時点におけるアーカイブ。2020年6月11日閲覧。
4. ↑  『首都圏の一部の駅に駅遠隔操作システムを導入します』（PDF）（プレスリリース）東日本旅客鉄道、2013年12月19日。オリジナルの2020年6月7日時点におけるアーカイブ。2020年6月11日閲覧。

##### 新聞記事
1. ↑  “ところざわサクラタウン開業、JR東所沢駅に巨大壁画 自然と共存…和光出身のアニメーターが手掛ける”. 埼玉新聞. (2020年11月11日).  オリジナルの2020年11月11日時点におけるアーカイブ。 2020年11月11日閲覧。

### 利用状況
JRの1日平均利用客数
1. ↑  各駅の乗車人員 - JR東日本

JR東日本の2000年度以降の乗車人員
1. ↑  各駅の乗車人員（2000年度） - JR東日本
2. ↑  各駅の乗車人員（2001年度） - JR東日本
3. ↑  各駅の乗車人員（2002年度） - JR東日本
4. ↑  各駅の乗車人員（2003年度） - JR東日本
5. ↑  各駅の乗車人員（2004年度） - JR東日本
6. ↑  各駅の乗車人員（2005年度） - JR東日本
7. ↑  各駅の乗車人員（2006年度） - JR東日本
8. ↑  各駅の乗車人員（2007年度） - JR東日本
9. ↑  各駅の乗車人員（2008年度） - JR東日本
10. ↑  各駅の乗車人員（2009年度） - JR東日本
11. ↑  各駅の乗車人員（2010年度） - JR東日本
12. ↑  各駅の乗車人員（2011年度） - JR東日本
13. 1 2 3  各駅の乗車人員（2012年度） - JR東日本
14. 1 2 3  各駅の乗車人員（2013年度） - JR東日本
15. 1 2 3  各駅の乗車人員（2014年度） - JR東日本
16. 1 2 3  各駅の乗車人員（2015年度） - JR東日本
17. 1 2 3  各駅の乗車人員（2016年度） - JR東日本
18. 1 2 3  各駅の乗車人員（2017年度） - JR東日本
19. 1 2 3  各駅の乗車人員（2018年度） - JR東日本
20. 1 2 3  各駅の乗車人員（2019年度） - JR東日本
21. 1 2 3  各駅の乗車人員（2020年度） - JR東日本
22. 1 2 3  各駅の乗車人員（2021年度） - JR東日本
23. 1 2 3  各駅の乗車人員（2022年度） - JR東日本
24. 1 2 3  各駅の乗車人員（2023年度） - JR東日本

JRの統計データ
1. ↑  埼玉県統計年鑑 - 埼玉県
2. ↑  所沢市統計書 - 所沢市

埼玉県統計年鑑
1. ↑  埼玉県統計年鑑（平成12年）
2. ↑  埼玉県統計年鑑（平成13年）
3. ↑  埼玉県統計年鑑（平成14年）
4. ↑  埼玉県統計年鑑（平成15年）
5. ↑  埼玉県統計年鑑（平成16年）
6. ↑  埼玉県統計年鑑（平成17年）
7. ↑  埼玉県統計年鑑（平成18年）
8. ↑  埼玉県統計年鑑（平成19年）
9. ↑  埼玉県統計年鑑（平成20年）
10. ↑  埼玉県統計年鑑（平成21年）
11. ↑  埼玉県統計年鑑（平成22年）
12. ↑  埼玉県統計年鑑（平成23年）
13. ↑  埼玉県統計年鑑（平成24年）
14. ↑  埼玉県統計年鑑（平成25年）
15. ↑  埼玉県統計年鑑（平成26年）
16. ↑  埼玉県統計年鑑（平成27年）
17. ↑  埼玉県統計年鑑（平成28年）
18. ↑  埼玉県統計年鑑（平成29年）
19. ↑  埼玉県統計年鑑（平成30年）
20. ↑  埼玉県統計年鑑（令和元年）
21. ↑  埼玉県統計年鑑（令和2年）